# Estación de Puente de Inca Nuevo
Puente de Inca Nuevo (en catalán y oficialmente según SFM Pont d'Inca Nou) es un apeadero ferroviario de la red de Servicios Ferroviarios de Mallorca (SFM). Está situado en la urbanización homónima en el término municipal de Marrachí, en la isla de Mallorca. Entre 2013 y 2022 la estación estuvo integrada en la red del metro de Palma de Mallorca, perteneciendo a la extinta línea M2. Cuenta con parada de las tres líneas que gestiona Servicios Ferroviarios de Mallorca, T1 (Palma de Mallorca-Inca), T2 (Palma de Mallorca-La Puebla) y T3 (Palma de Mallorca-Manacor).

## Situación ferroviaria
La estación se encuentra en el punto kilométrico 5,190 de la línea férrea de ancho métrico Palma-Manacor, a 44 metros de altitud. El tramo es de vía doble y está electrificado a 1500 V en CC.

## Historia
La estación fue inaugurada en el año 2001 como simple apeadero de la línea ferroviaria entre Palma de Mallorca y La Puebla y da servicio a los núcleos urbanos de Puente de Inca Nuevo, Cas Miot, Can Carbonell y Ses Cases Noves. Consta de dos vías con dos andenes laterales interconectados a partir de un paso a nivel para viandantes.
El 11 de mayo de 2003 se recuperó el servicio ferroviario hasta Manacor. El 16 de febrero de 2012 se inauguró la electrificación de la línea. Finalmente, el 24 de febrero de 2012 se concluyeron las obras electrificación entre Palma y Empalme, dando paso a unidades eléctricas de la serie 81 de SFM para cubrir este trayecto, realizándose en Empalme los trasbordos a unidades diésel de la serie 61 hasta La Puebla y Manacor, hasta la completar la electrificación de la red el 8 de enero de 2019.
El 13 de marzo de 2013, con la creación de la línea M2 de metro entre Plaza de España y Marrachí quedó integrada dentro de la red de metro de la capital balear, aunque durante los sábados, domingos y festivos las líneas T2 y T3 de Servicios Ferroviarios de Mallorca (SFM) paraban en ella, al no haber servicio de metro. El 29 de abril de 2022, SFM decidió cerrar la línea M2 de metro, traspasando sus servicios a las líneas de cercanías, 9 años después de su apertura.

## La estación
No dispone de edificio de viajeros. Consta de dos vías con dos andenes laterales provistos de marquesinas. Cada andén tiene acceso independiente y no es posible cambiar de andén una vez realizado el acceso, al encontrarse el paso a nivel que los enlaza (por el costado de Palma) fuera de dicho recinto. Completan las instalaciones dos amplios aparcamientos, uno por andén.

## Servicios ferroviarios
La estación forma parte de las tres líneas de la red de Servicios Ferroviarios de Mallorca (SFM). El servicio se presta con trenes eléctricos de la serie 81 de SFM, fabricados por CAF.
Desde la supresión en 2022 de la línea M2 del Metro de Palma, dichos servicios son residuales, limitándose a dos servicios al día en días laborables. No existe este servicio en sábados y festivos, ni en sentido Palma-Marrachí. Éstos se prestan con trenes de la serie 71 de SFM, circulando sin denominación de línea.
El horario de frecuencias de la estación puede consultarse en la siguiente página. En general, hay una frecuencia mínima de diez minutos hacia Palma en laborables y hasta de treinta minutos hacia Palma en sábados y festivos. Los tiempos de paso aumentan en las conexiones con La Puebla y Manacor, pudiendo llegar en algún momento a ser superior a la hora. Algunos de los servicios, especialmente de la T2, circulan sin detenerse en la estación.
| procedencia/destino | < estación           | Línea      | estación >           | destino/procedencia |
| ------------------- | -------------------- | ---------- | -------------------- | ------------------- |
| Palma de Mallorca   | Puente de Inca       | [ nota 1 ] | Polígono de Marrachí | Inca                |
| Palma de Mallorca   | Puente de Inca       |            | Polígono de Marrachí | La Puebla           |
| Palma de Mallorca   | Puente de Inca       |            | Polígono de Marrachí | Manacor             |
| Marrachí            | Polígono de Marrachí | [ nota 2 ] | Puente de Inca       | Palma de Mallorca   |